# Yut Osil Dos
Yut Osil Dos är en ort i Mexiko.   Den ligger i kommunen Chamula och delstaten Chiapas, i den sydöstra delen av landet, 800 km öster om huvudstaden Mexico City. Yut Osil Dos ligger 2 413 meter över havet och antalet invånare är 138.
Terrängen runt Yut Osil Dos är huvudsakligen kuperad, men åt nordväst är den bergig. Runt Yut Osil Dos är det tätbefolkat, med 530 invånare per kvadratkilometer. Närmaste större samhälle är San Cristóbal de las Casas, 10,0 km sydväst om Yut Osil Dos. Omgivningarna runt Yut Osil Dos är en mosaik av jordbruksmark och naturlig växtlighet.